# Represa Ribeirão do Campo
A Represa Ribeirão do Campo é formada pela barragem de mesmo nome localizada no rio Claro, no município de Salesópolis, estado de São Paulo.

## Características
Inaugurada no ano de 1932 no rio Claro, um afluente do rio Tietê, pertence a Companhia de Saneamento Básico do Estado de São Paulo (SABESP) e faz parte do Sistema Rio Claro para o abastecimento de água da Região Metropolitana de São Paulo.
A barragem possui uma altura de 26 metros e seu reservatório possui uma área inundada de 126,83 hectares, com capacidade de 13,9 milhões de metros cúbicos de água.